# Глушко Василь Васильович

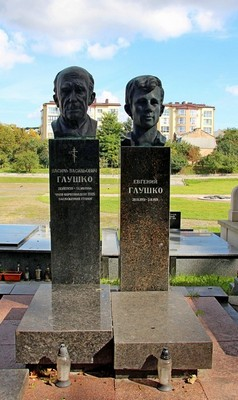

Василь Васильович Глушко (28 серпня 1920, м. Богучар Воронізької області — 24 серпня 1998, Львів) — український вчений, геолог-нафтовик, педагог, доктор геолого-мінералогічних наук (1970), член-корреспондент Академії Наук УРСР (1970), академік Української нафтогазової академії (1993). Лауреат Державної премії України в галузі науки і техніки (1986, 1994).

## Біографія
Після закінчення в 1942 році геологічного факультету Воронезького університету працював начальником геологічного загону в Казахстано-Алтайській експедиції.
Після демобілізації направлений у «Львівнафтогазорозвідку», де працював геологом, головним геологом тресту. З 1955 по 1979 рік — заступник директора, а пізніше директор Українського науково-дослідного геологорозвідувального інституту (Львів, 1965–1979).
Помер у Львові і похований на Личаківському кладовищі, поле № 86.

## Наукова діяльність
В. В. Глушко — видатний дослідник регіональної тектоніки і нафтогазоносності районів Карпат, Прикарпаття,  Прип'яті, Дніпровсько-Донецької западини і Причорноморського регіону, Північно-Західної Європи.
Близько п'яти років В. В. Глушко очолював науково-пошукові роботи геологів-нафтовиків у Німеччині і Польщі, де вивчалася геологічна будова басейну Північного моря і суміжних з ним територій. Неодноразово як консультант виїжджав за кордон для надання допомоги та визначення напрямків геологорозвідувальних робіт на нафту і газ в Болгарію, Угорщину, Польщу, Чехословаччину, Румунію і Марокко.